# Comita d'Arborée

Comité d'Arborée (XIIe siècle)  également connu sous le nom de Comita d'Orrù, d'Orvù ou d'Orruvù fut Juge du Judicat d'Arborée vers 1114-1120.

## Éléments de biographie
Selon la tradition suivie par Pasquale Tola au XIXe siècle:  Comita d'Orrù,   considéré comme un « homme pieux » aurait succédé à la tête du Judicat d'Arborée à son gendre Orzoccore II fils de Torbeno, mort sans héritier.À sa mort c'est son autre gendre Gonnario II de Lacon-Serra qui accède à la fonction de Juge en Arborée
Toutefois aucun document ne subsiste de son règne. Il serait le fils de son prédécesseur Orzocorre II et Il n'avait une fille nommée Eleonora  fl.  1110. San héritier masculin, la famille de Lacon-Zori (de Thori) s'achève avec lui, sa fille Eleonora épousera son successeur  Gonnario II en commençant une nouvelle lignée 

## Postérité
Comita et son épouse inconnue, aurait eu deux filles:
- Maria épouse d'Orzocorre II d' Arborée son prédécesseur (?)
- Elena/Eleonora (?)  épouse de Gonnario II de Lacon-Serra, son successeur.